# Chester Lake
Der Chester Lake ist ein 250 m langer und 300 m breiter See auf der Livingston-Insel im Archipel der Südlichen Shetlandinseln. Auf der Byers-Halbinsel liegt er 3,9 km südlich des Midge Lake und 0,7 km westlich des Chester Cone.
Schwedische und britische Paläolimnologen untersuchten ihn; er ist ein prominenter Standort von Wassermoosen der Gattung Drepanocladus. Das UK Antarctic Place-Names Committee benannte ihn 1993 in Anlehnung an die Benennung des benachbarten Chester Cone. Dessen Namensgeber ist ein Kapitän Chester vom Robbenfänger Essex, der zur Flotte aus Stonington in Connecticut gehört hatte, die von 1821 bis 1822 in den Gewässern um die Südlichen Shetlandinseln operierte.